# Іслам Ітляшев
Іслам Ітляшев (нар. 5 жовтня 1991, Черкеськ, Карачаєво-Черкесія) — російський співак і композитор у жанрі шансон. Виконавець хітів: «Она любила розы», «Сердце не ревнуй» і «Хулиган» та інших пісень.
У 2021 спільне відео Іслама Ітляшева та Султана Лагучова «Хулиган» з (60,3 млн переглядів) увійшло до топ Найпопулярніші музичні відео в Росії в 2021 році за версією YouTube

## Біографія
Випускник Північно-Кавказької державної гуманітарно-технологічної академії у місті Черкеську за спеціальністю «Туризм».
2011 року дебютував Іслам з піснею «Милана». Пізніше записав композицію «Ты полюбила хулигана», яка увійшла до його однойменної збірки. Вона стала популярною і довго трималася в топі хіт-парадів у Росії, а й у країнах ближнього зарубіжжя.
Альбом «Ты полюбила хулигана» було презентовано слухачам у 2018 році.
У 2019 році співак представив слухачам 8 треків: "Салам Алейкум Братьям!", «Сын», «Мама», «Странник», «Птицам небо, а землю бродягам», «Туда, где только ты», «Сердце черкеса», «По следам зари».
На пісні «Птицам небо, а землю бродягам», «Салам Алейкум Братьям!», «Сын» було знято кліпи. В останньому кліпі знімалося багато дітей, у тому числі син Іслама.
Під час зйомок кліпу «Салам Алейкум Братьям!» співак та його знімальна група перекрила дорогу у місті на вулиці Набережній. Кліп, що знімався на вулиці, де по черзі виходять хлопці-представники народів Північного Кавказу, демонструють прапори та танцюють лезгинку, почав активно поширюватися на кавказьких пабликах. 2020 року Дід Мороз і Снігуронька танцювали під «Салам Алейкум братьям» в Нальчику на дорозі, в Китаї . Кількість переглядів кліпу «Салам алейкум братам» перевищила 74 млн переглядів (січень 2022 року).
У цьому ж році Іслам презентував міні-альбом з 8 пісень під назвою «Воровал и буду воровать».
Пісня «Игра» з цієї платівки була записана та виконана спільно з Жанною Сіклієвою із «Звук-М».
Влітку 2020 року представив слухачам ремейк на сингл «Тамара». Потім пісню «Улетаю» та кліп на неї, режисер кліпу Арман Джагарян . Ця композиція стала хітом, а кліп набрав понад 11 млн переглядів на Ютубі до початку березня 2021 року.
Разом з KhaliF записав ліричний трек «Мир или війна» та кліп на нього.
Кліп «На нервах» зібрав за півроку 60 млн переглядів на особистому Ютуб-каналі співака.
Трек «Она любила розы» став хітом і увійшов до чарт-100 ВКонтакті. Він отримав понад 40 млн переглядів за 5 місяців на Ютуб-каналі «Звук-М».
2021 року співак випустив пісню «Сердце не ревнуй». Ольга Бузова робила репост запису з цим треком на своїй сторінці . А кліп на цю пісню зібрав понад 7 млн переглядів на місяць на каналі Іслама.
Спільно з Султаном Лагучовим випустили у лютому 2021 року кліп на пісню «Хулиган». Зйомки проходили на Володимирській площі у Ставрополі. Кліп на нього вийшов 25 лютого.
Окрім музики займається єдиноборствами спільно з Султаном Лагучовим та Ельдаром Агачовим.
Активно гастролює .

## Родина
Мама Ісламу танцювала в ансамблі «Кабардинка» . А батько у студентські роки співав у групі, створеній при навчальному закладі, де він тоді навчався.
Іслам має старшого брата Хасана, який займався самбо, рукопашними боями і виступав на рингу ММА. Він має багато спортивних нагород. Нині працює тренером.
Дружина — Раміна. Пара виховує трьох дітей — дочка Айла, син Аміран, син Хамід.